# Carex bulbostylis
Espèce
Classification phylogénétique
Statut de conservation UICN

 LC  : Préoccupation mineure
Carex bulbostylis est une espèce de plantes du genre Carex et de la famille des Cyperaceae.